# Blackpink in Your Area
BLACKPINK IN YOUR AREA – pierwszy japoński album studyjny południowokoreańskiej grupy Blackpink, wydany 5 grudnia 2018 roku przez wytwórnię YGEX. Album ukazał się w dwunastu edycjach: CD, CD+DVD, 2CD+DVD, CD+PHOTOBOOK, czterech wersji PLAYBUTTON i czterech limitowanych CD z każdą z członkiń.
Osiągnął 9 pozycję w rankingu Oricon i pozostał na liście przez 23 tygodnie, sprzedał się w nakładzie 22 464 egzemplarzy w Japonii (stan na 06.01.2018).

## Lista utworów
| Digital download / CD / Playbutton (wer. jap.) | Digital download / CD / Playbutton (wer. jap.) | Digital download / CD / Playbutton (wer. jap.) |
| Nr                                             | Tytuł utworu                                   | Długość                                        |
| ---------------------------------------------- | ---------------------------------------------- | ---------------------------------------------- |
| 1.                                             | „Boombayah”                                    | 4:00                                           |
| 2.                                             | „Whistle”                                      | 3:31                                           |
| 3.                                             | „Playing with Fire”                            | 3:15                                           |
| 4.                                             | „Stay”                                         | 3:50                                           |
| 5.                                             | „As If It’s Your Last”                         | 3:32                                           |
| 6.                                             | „Ddu-Du Ddu-Du”                                | 3:29                                           |
| 7.                                             | „Forever Young”                                | 3:57                                           |
| 8.                                             | „Really”                                       | 3:17                                           |
| 9.                                             | „See U Later”                                  | 3:19                                           |

| CD2 (wer. kor.) | CD2 (wer. kor.)        | CD2 (wer. kor.)             | CD2 (wer. kor.)                  | CD2 (wer. kor.)      | CD2 (wer. kor.) |
| Nr              | Tytuł utworu           | Tekst                       | Kompozycja                       | Aranżacja            | Długość         |
| --------------- | ---------------------- | --------------------------- | -------------------------------- | -------------------- | --------------- |
| 1.              | „Boombayah”            | Teddy, Bekuh Boom           | Teddy, Bekuh Boom                | Teddy                | 4:00            |
| 2.              | „Whistle”              | Teddy, Bekuh Boom           | Teddy, Future Bounce, Bekuh Boom | Teddy, Future Bounce | 3:31            |
| 3.              | „Playing with Fire”    | Teddy                       | Teddy, R.Tee                     | R.Tee                | 3:15            |
| 4.              | „Stay”                 | Teddy                       | Teddy, Seo Won-jin               | Seo Won-jin          | 3:50            |
| 5.              | „As If It’s Your Last” | Teddy, Brother Su, CHOICE37 | Teddy, Future Bounce, Lydia Paek | Teddy, Future Bounce | 3:32            |
| 6.              | „Ddu-Du Ddu-Du”        |                             |                                  |                      | 3:29            |
| 7.              | „Forever Young”        |                             |                                  |                      | 3:57            |
| 8.              | „Really”               |                             |                                  |                      | 3:17            |
| 9.              | „See U Later”          |                             |                                  |                      | 3:19            |

| DVD (Music Video) | DVD (Music Video)      | DVD (Music Video) |
| Nr                | Tytuł utworu           | Długość           |
| ----------------- | ---------------------- | ----------------- |
| 1.                | „Boombayah”            |                   |
| 2.                | „Whistle”              |                   |
| 3.                | „Playing with Fire”    |                   |
| 4.                | „Stay”                 |                   |
| 5.                | „As If It's Your Last” |                   |
| 6.                | „Ddu-Du Ddu-Du”        |                   |

| DVD (Live, z Blackpink Arena Tour 2018) | DVD (Live, z Blackpink Arena Tour 2018) | DVD (Live, z Blackpink Arena Tour 2018) |
| Nr                                      | Tytuł utworu                            | Długość                                 |
| --------------------------------------- | --------------------------------------- | --------------------------------------- |
| 1.                                      | „Ddu-Du Ddu-Du”                         |                                         |
| 2.                                      | „Forever Young” (-KR Ver.-)             |                                         |
| 3.                                      | „Whistle” (-Acoustic Version-)          |                                         |
| 4.                                      | „Stay”                                  |                                         |
| 5.                                      | „See U Later” (-KR Ver.-)               |                                         |
| 6.                                      | „Really” (-KR Ver.-)                    |                                         |
| 7.                                      | „Playing with Fire”                     |                                         |
| 8.                                      | „Boombayah”                             |                                         |
| 9.                                      | „As If It's Your Last”                  |                                         |

## Notowania
| Lista                      | Pozycja |
| -------------------------- | ------- |
| Oricon Weekly Albums Chart | 9       |
| Billboard Japan Hot Albums | 12      |